# 177853 Lumezzane
177853 Lumezzane este un asteroid din centura principală de asteroizi.

## Descriere
177853 Lumezzane este un asteroid din centura principală de asteroizi. A fost descoperit pe 5 august 2005 la Lumezzane de Marco Micheli și Gian Paolo Pizzetti. Asteroidul prezintă o orbită caracterizată de o semiaxă mare de 2,60 ua, o excentricitate de 0,20 și o înclinație de 14,2° în raport cu ecliptica.